# Iridomyrmex cappoinclinus
Iridomyrmex cappoinclinus é uma espécie de formiga do gênero Iridomyrmex.